# 統子内親王
統子内親王（とうし/むねこないしんのう、大治元年7月23日（1126年8月13日） - 文治5年7月20日（1189年9月2日））は、平安時代後期の日本の皇族。後白河天皇の准母として皇后（皇后宮）となり、のち女院。崇徳朝賀茂斎院。院号は上西門院（じょうさいもんいん）。法名は金剛親・真如理。
初名は恂子。鳥羽天皇第2皇女、母は中宮・藤原璋子（待賢門院）。同母兄弟に崇徳天皇、後白河天皇、覚性入道親王、禧子内親王らがいる。

## 生涯
大治元年（1126年）8月17日に内親王宣下があり、同年12月27日に着袴。間もなく斎院に卜定され、翌大治2年4月6日准三后に叙される。大治4年（1129年）4月19日、紫野院に入るが、長承元年（1132年）6月29日病をえたことにより退下した。
長承3年（1134年）6月16日、名を統子に改める。保元3年（1158年）2月3日、後白河天皇の准母として立后。翌保元4年2月13日に院号宣下。永暦元年（1160年）2月17日、母の待賢門院から相続していた仁和寺法金剛院で出家。寿永元年（1182年）7月8日には、没落した前摂政関白松殿基房の次男・藤原家房を猶子としている。また、壇ノ浦の戦い後、高倉上皇の皇子である守貞親王を猶子に迎えているが、これは乳母子である持明院基家が親王の乳父であったことによるとみられる。
文治5年（1189年）7月20日、六条院において64歳で崩御。花園東陵に葬られた。

## 人物
- 『長秋記』『今鏡』等によれば、幼少時より並ぶもののない美貌の女性であったという。
- 母・待賢門院璋子時代からの家臣・女房らが仕えた上西門院統子の御所は、源氏・平氏双方の縁者が多く見られる一方、優れた歌人たちを輩出した文雅豊かなサロンでもあった。
- 後白河天皇がわずか1歳年上に過ぎない同母姉・統子を准母とした背景として、美福門院得子に対する対抗意識があったと考えられている。美福門院は皇太子守仁親王（二条天皇）の養母として手元で育てたことに加え、自己の所生である暲子内親王（八条院）を准母とすることで、守仁に対して実父である後白河天皇以上の影響力を与えることに成功していた。後白河天皇は美福門院－暲子内親王－守仁親王のラインに対抗する手段として、保元の乱による同母兄崇徳上皇の排除によって崩壊した待賢門院璋子所生子の間の関係を待賢門院（故人）－統子内親王－後白河天皇のラインとして再構築することを意図していたとされている。後に、二条天皇はその対抗策として、准母・暲子内親王を后妃ではなくかつ出家の身でありながら女院号を宣下している[2]。ただし、統子内親王は美福門院所生の姝子内親王（後の二条天皇の后）を養女としていることや後白河天皇と守仁親王（二条天皇）の対立の深刻化は美福門院死去後の事情によるものであることから、この時期に後白河天皇と美福門院の対立は存在せず、統子を准母にする話も美福門院は承知していたとする見方もある[3]。また、母である待賢門院璋子の所領を継承していた崇徳上皇が配流されたために、統子が兄に代わって亡き母の仏事を主催すると共に、合わせてその所領も継承している[4]。
- その准母にもなった同母弟・後白河天皇とは親しい仲で行動を共にすることも多く、彼女の死に際して後白河院は深く悲しんだと伝えられる。